# 克利馬什夫卡
49°31′12″N 26°59′34″E / 49.52000°N 26.99278°E
克利馬希夫卡（烏克蘭語：Климашівка）是位於烏克蘭西部的村莊，由赫梅利尼茨基州裡赫梅利尼茨基區的利索維-赫里尼夫齊市鎮負責管轄。該村面積8.46平方公里，海拔高度322米，2001年人口419。